# Mormyridae
Mormyridae är en familj av fiskar som ingår i ordningen bentungeartade fiskar. Enligt Catalogue of Life omfattar familjen Mormyridae 193 arter. Det svenska trivialnamnet elefantnosfiskar förekommer för familjen.
Familjens medlemmar förekommer i sötvatten och sällan i bräckt vatten i Afrika söder om Sahara samt i Nilen. Arternas stjärtfena har en djup klaff i mitten. På ett ben i skallen (Parasphenoid) och på tungan förekommer tandliknande utskott. Inom familjen har fiskarna 12 till 91 strålar i ryggfenan och 20 till 70 strålar i analfenan. Nosen liknar ofta ett tryne eller en snabel i utseende men den kan även ha en annan form. Tillhörande arter är vanligen 9 till 50 cm långa och de största exemplaren blir 150 cm långa. Dessa fiskar har stor lillhjärna. Familjemedlemmarna skapar elektriska och akustiska signaler. Kännetecknande är en långsträckt kroppsformen, en mörk kroppsfärg och små ögon.
Släkten enligt Catalogue of Life:
- Boulengeromyrus
- Brienomyrus
- Campylomormyrus
- Cyphomyrus
- Genyomyrus
- Gnathonemus
- Heteromormyrus
- Hippopotamyrus
- Hyperopisus
- Isichthys
- Ivindomyrus
- Marcusenius
- Mormyrops
- Mormyrus
- Myomyrus
- Oxymormyrus
- Paramormyrops
- Petrocephalus
- Pollimyrus
- Stomatorhinus